# Anders Celsius
Anders Celsius (/ˈandɛʂ ˈsɛlsɪɵs/; Uppsala, 27 novembre 1701 – Uppsala, 25 aprile 1744) è stato un fisico e astronomo svedese.
Professore di astronomia presso l'Università di Uppsala dal 1730 alla sua morte, fu il fondatore dell'osservatorio astronomico di Uppsala. Nel 1742 fu il promotore del grado centigrado, in seguito rinominato Celsius in suo onore.

## Biografia
Divenne professore di astronomia presso l'Università di Uppsala nel 1730. Fece un lungo viaggio di studio tra il 1732 e il 1735 visitando numerosi osservatori in Germania, Francia e Italia. Mentre si trovava a Norimberga, nel 1733 pubblicò i risultati di 316 osservazioni di aurore boreali eseguite da lui o da altri nel periodo tra il 1716 e il 1732.
A Parigi partecipò allo studio di una spedizione in Lapponia per la misura di un arco di meridiano, e prese parte, nel 1736, al viaggio effettivo, organizzato dall'Accademia francese delle scienze.
La partecipazione di Celsius a questo viaggio gli guadagnò molto rispetto in Svezia e suscitò interesse nelle scienze astronomiche nel Paese. Nel 1741 Celsius fondò l'osservatorio astronomico di Uppsala, che fu equipaggiato con i più moderni strumenti dell'epoca, acquistati durante il suo lungo viaggio.
Nel 1738 pubblicò il De observationibus pro figura telluris determinanda (Osservazioni sulla determinazione della forma della Terra).
Nel 1742 presentò una memoria all'Accademia Reale Svedese delle Scienze in cui proponeva una scala di temperatura, ora universalmente adottata e la cui unità di misura prende il nome di grado Celsius in suo onore.
La scala proposta da Celsius era basata su una suddivisione centesimale, ma era inversa rispetto a quella che usiamo oggi: il valore 100 °C corrispondeva infatti alla temperatura, a livello del mare, alla quale l'acqua congela, mentre il valore 0 °C corrispondeva alla temperatura, sempre a livello del mare, alla quale l'acqua bolle. Fu il connazionale Linneo a invertirla tre anni più tardi.
A lui è stato dedicato un cratere sulla Luna, il cratere Celsius, e l'asteroide 4169 Celsius.

## Opere

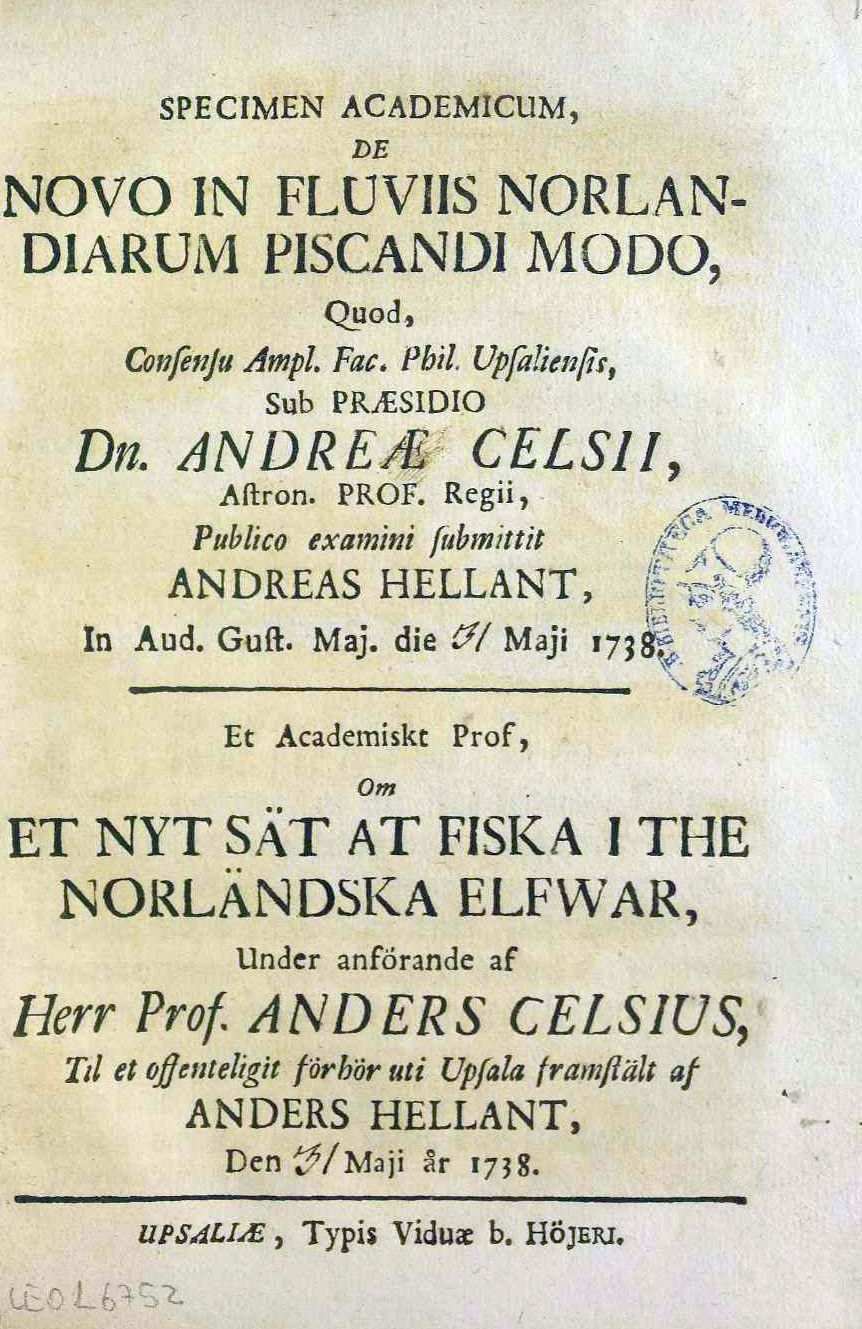
De novo in fluviis norlandiarum piscandi modo, 1738

- (LA) De novo in fluviis norlandiarum piscandi modo, Uppsala, Johan Höjer, änka, 1738.